# Пьянорогская волость
Пьяноро́гская волость — административно-территориальная единица в составе Мглинского уезда.
Административный центр — село Пьяный Рог (ныне Первомайское).
Волость была образована в ходе реформы 1861 года; являлась наименьшей из волостей своего уезда, включала лишь два населённых пункта — село Пьяный Рог и село Витовка.
По результатам переписи 1897 года, в Пьяном Роге проживало 1554 человека обоего пола, а в Витовке — 1000 человек.
В 1898 г. Пьянорогская волость была упразднена, а её территория разделена между Почепской и Краснорогской волостями.
Ныне вся территория бывшей Пьянорогской волости входит в состав Почепского района Брянской области.